# Groupe Beaumanoir
Pour les articles homonymes, voir Beaumanoir.
Le Groupe Beaumanoir est un groupe familial français de distribution de prêt-à-porter et de logistique, fondé en 1981[réf. nécessaire] par Roland Beaumanoir.

## Historique
La marque Cache-Cache est créée en 1985 et ouvre son 1er magasin au centre commercial de La Madeleine à Saint-Malo. En 2002, les filiales logistiques C-Log et Circuit Court Conseil sont créées. En 2006, le groupe lance l'enseigne de prêt-à-porter mixte Bonobo spécialisée dans le jeans. L'année suivante, le groupe échoue à acheter Naf Naf. En 2009, le groupe rachète la marque Morgan.
En 2011, le groupe passe le cap du milliard d'euros de chiffre d'affaires et réorganise ses activités en structures autonomes. Un site logistique est ouvert à Shanghai. Installé en Chine depuis les années 2000, le groupe compte dans ce pays jusqu'à 2000 magasins, mais tout est cédé après la pandémie de Covid fin 2020.
En 2016, le groupe procède à la fermeture de l'enseigne La City et lance la marque Vib's, destinée à regrouper en multistore l'ensemble des marques du groupe sous une même enseigne de distribution,. Le premier magasin Vib's ouvre à Saint-Malo.
En 2019, le groupe s'engage en signant le Fashion Pact ; la même année il ferme l'enseigne Scottage pour réduire ses pertes.
En 2020, le groupe dispose de 190 multistore Vib's en France. En juillet 2020, le groupe reprend 366 magasins de La Halle  (sur ses 820 points de vente) et un entrepôt logistique. 36 magasins La Halle sont transformés en Vib's, les autres restant sous la marque La Halle,. En octobre 2021, le rachat de la marque Caroll auprès de Vivarte est finalisé après accord des autorités de la concurrence, ajoutant au groupe les 480 magasins de l'enseigne,.
Fin 2020, le groupe cède au groupe Zhongke, déjà acquéreur des magasins C&A en Chine, sa filiale chinoise, qui exploite 550 magasins Cache-Cache et se sépare de sa base logistique en Chine. En 2022, le groupe Beaumanoir rachète Sarenza auprès du groupe Monoprix,.
À la suite des rachats successifs d’entreprises en redressement ou difficultés financières, le groupe double de taille.  
En juin 2024, Beaumanoir est autorisé à racheter au groupe new-yorkais Authentic Brands Group (ABG) l'exploitation des marques de Boardriders comme Quiksilver, Billabong ou encore DC Shoes en Europe de l'Ouest. À la suite de ce rachat, Beaumanoir annonce la suppression de 183 emplois en France.
Le groupe rachète une partie de Jennyfer (350 salariés et 26 boutiques) lors de la liquidation judiciaire du groupe Jennyfer fin avril 2025. En août 2025, le groupe Beaumanoir reprend partiellement Naf Naf ainsi que 300 sur 600 salariés mais uniquement 12 des 102 boutiques actuelles.

## Activités

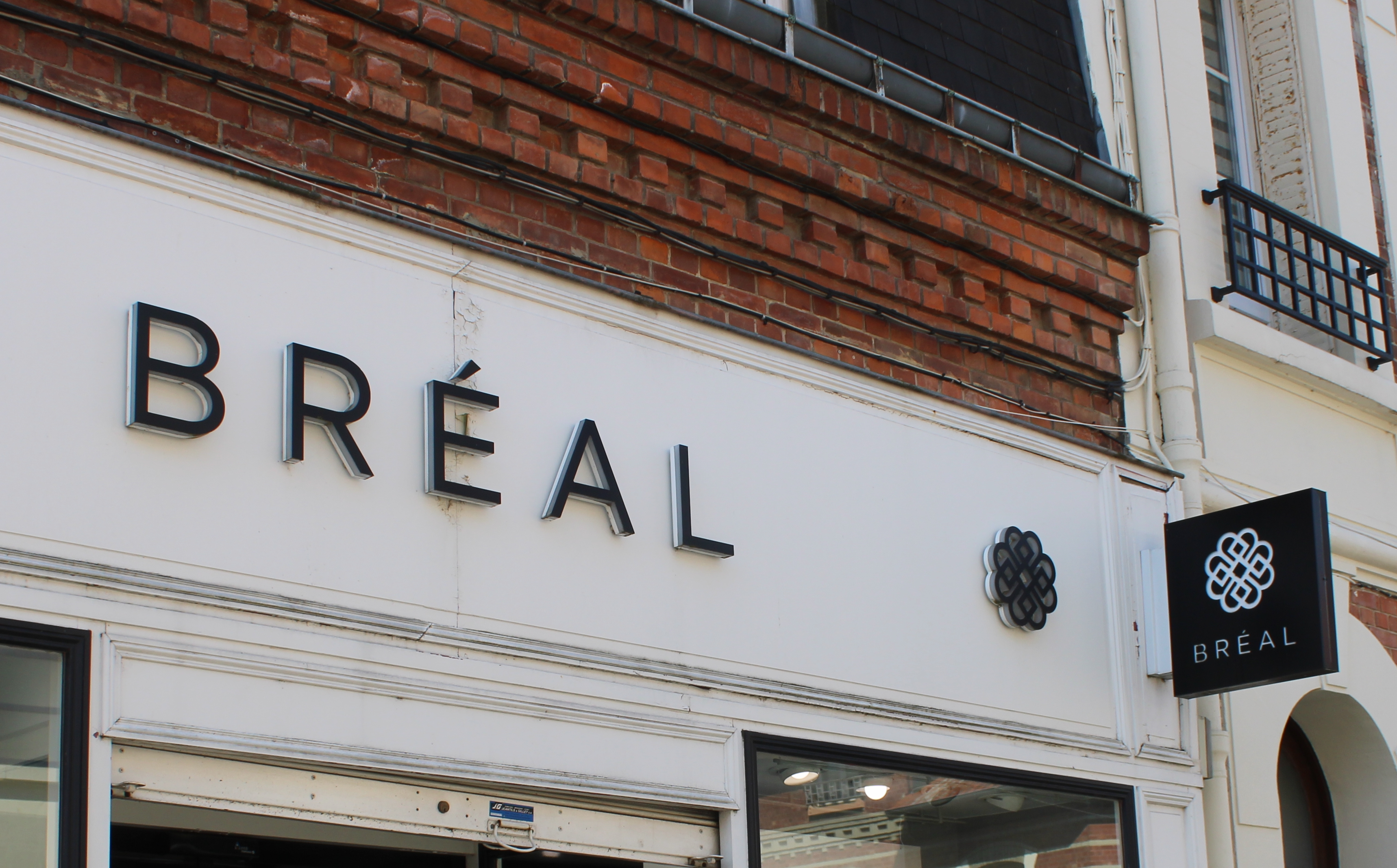
Enseigne de magasin Bréal en 2022.

Le groupe est propriétaire des marques et chaînes de magasins : Cache-Cache, Bonobo, Bréal, Morgan, La Halle, Caroll, Vib's (multistore). L'ensemble des activités logistiques sont gérée par la filiale C-Log, spécialiste de la préparation de commandes multi clients, au travers de 8 entrepôts en France. La production textile est concentrée majoritairement en Chine et Asie du Sud-est, Turquie, Maroc et Tunisie, avec une faible part en Europe.
Le groupe réalise un chiffre d'affaires de 790 millions d'euros à fin d'exercice 2020. En 2023, le groupe opère 1 255 points de vente en France et 440 à l'étranger via les marques Bonobo, Bréal, Cache Cache, Vib’s, La Halle, Caroll et Morgan[source insuffisante]. La société compte 5 500 salariés et 3 210 franchisés. 50 % de son activité en volume est réalisé par sa filiale logistique pour le compte d'autres marques[source insuffisante].
En 2008, le Groupe Beaumanoir transfère l'ensemble des activités « non textiles » dans une filiale appelée Korben, destinée a devenir le centre de service du groupe. Après avoir intégré les activités liées aux points de vente (informatique, support, aménagement, marketing), Korben est intervenu également comme prestataire de commerce en ligne pour d'autres marques en mode Fullfilment entre 2010 et 2018. Korben gère les services digitaux du groupe pour l'ensemble de ses sites marchands incluant le pilotage des centres de services offshore (centres d'appels et services clients au Maroc, prestataires pour le commerce en ligne, …). Le groupe dispose aussi du site de vente en ligne de chaussures et de vêtements Sarenza.com. 